# Tiny Alice
Tiny Alice (deutsch: Winzige Alice in der Übersetzung von Pinkas Braun 1968) ist ein erstmals 1960 veröffentlichtes Drei-Akte-Schauspiel des amerikanischen Dramatikers Edward Albee, das im Januar 1965 im Billy-Rose-Theatre in New York uraufgeführt wurde. Das Publikum reagierte auf die Premiere zumeist verunsichert und verwirrt; in den Theaterkritiken und Rezensionen wurde das Stück ebenfalls sehr kontrovers aufgenommen und äußerst unterschiedlich gedeutet.

## Handlung
Die Anfangsszene des ersten Akts spielt im Garten des Kardinals irgendwo in den Vereinigten Staaten. Der Kardinal empfängt den Besuch des Anwalts. Die beiden sind durch eine langjährige Hassbeziehung seit ihrer Schulzeit miteinander verbunden. Der Anwalt kommt im Auftrag einer noch jungen, allerdings über alle Maßen vermögenden Mandantin, die anbietet, der Kirche zwanzig Jahre lang einen jährlichen Betrag von 100 Millionen zu spenden. Der Kardinal, der angesichts dieser hohen Summe seine Würde verliert, stimmt bedingungslos der einzigen Forderung der zukünftigen Spenderin zu, nämlich dass sein Privatsekretär, der Laienbruder Julian, die Stifterin aufsucht, um die Einzelheiten der Abmachung mit ihr zu regeln.
Die zweite Szene spielt in der Bibliothek eines Herrschaftshauses, der Residenz von Fräulein Alice. Während Julian darauf wartet, von Fräulein Alice empfangen zu werden, betrachtet er ein präzise nachgebautes Puppenhaus-Modell des Gebäudes. Das Modell ist für das Publikum deutlich sichtbar und den Szenenanweisungen zufolge von großer Bedeutung. Der Butler, der ihn in Empfang nimmt, erläutert ihm, dass in jedem Raum des Schlosses ein Modell des Modells stehe und in jedem Raum des Modells abermals ein Modell des Modells – ad infinitum. Dem Butler gelingt es, von Julian etwas über dessen sechsjährigen Aufenthalt in einer Heilanstalt zu erfahren. Der Laienbruder offenbart ihm, dass er während dieser Zeit seinen Glauben an Gott verloren habe, da er nicht über die Kluft hinweggekommen sei zwischen dem Wesen Gottes und der Art und Weise der Menschen, sich Gott nutzbar zu machen. Gott sei keine „Marionette“, sondern die „Triebkraft“. Die Menschen würden sich indes einzig einen falschen Gott nach ihrem Abbild erschaffen. Da für ihn der Glaube und sein gesunder Verstand ein und dasselbe seien („my faith and my sanity … are one and the same“), habe er sich in eine Heilanstalt begeben.
In der dritten Szene des ersten Aktes trifft Julian im Salon der Residenz auf Fräulein Alice; statt der erwarteten jungen und schönen Frau steht er jedoch in dieser komikartigen Szene einem hässlichen, offenbar schwerhörigen, auf Krücken gehenden alten Weib gegenüber. Nach kurzer Zeit legt die Greisin jedoch ihre Verkleidung mit Maske und Perücke ab und verwandelt sich in das erwartete Aussehen von Fräulein Alice. Die junge Frau spricht zunächst in lasziver und vulgärer Form von ihrem früheren Liebhaber, dem Butler, zeigt sich jedoch danach, als sie die Zuneigung Julians zu gewinnen versucht, als kokettes, neugieriges und liebenswertes Wesen. Sobald es um jedoch Geschäftliches geht, erweist sie sich als sachlich und hart. Auch Fräulein Alice ist selbst die Figur einer Figur; überdies ist sie nur die Imitation einer anderen Alice, die in dem Puppenhaus lebt und nicht als Fräulein angeredet wird.
Während Fräulein Alice auf subtile, eher sanfte Weise versucht, Julian zu verführen, enthüllt dieser ihr, dass er in dem Sanatorium eine Affäre mit einer Neurotikerin gehabt habe, die sich wahnhaft einbildete, die Jungfrau Maria zu sein. Die Frau habe behauptet, von ihm schwanger zu sein; der Arzt habe ihm allerdings mitgeteilt, dass sie an einer Krebserkrankung gestorben sei.
Der zweite Akt spielt einige Tage später. In der ersten Szene setzt der Anwalt Fräulin Alice zu, da er eifersüchtig auf ihre zarten Gefühle für Julian ist, obwohl er selber sie dazu veranlasst hat, diesen zu verführen, um ihn auf die Probe zu stellen und von der Kirche zu lösen.
Während Julian die vernachlässigte Kapelle und den Weinkeller im Schloss bewundert, bricht in der Kapelle des Modells ein Feuer aus, das einen Brand in der realen Kapelle signalisiert. Julian, der Butler und der Anwalt eilen zur Kapelle, um die Flammen zu bekämpfen. Fräulein Alice betet derweil in einem beschwörenden Gebetssingsang für die Rettung der Kapelle. Julian kehrt zurück und berichtet, dass der Altar der Kapelle zerstört sei. Er bittet um eine Erklärung für die gleichzeitigen Brände in „beiden Dimensionen“; Fräulein Aice fleht ihn aber nur an, in das Herrschaftshaus einzuziehen, da dies für ihn „leichter“ sei („It will be easier. For you“).
In der zweiten Szene dieses Aktes schmieden der Anwalt und der Butler Pläne für eine Eheschließung zwischen Julian und Fräulein Alice, die der Kardinal vollziehen soll. Der Anwalt verspricht dabei der „wirklichen“ Alice im Modell, dass sie Julian „bekommen“ würde und dass er ihr „gehören“ würde, indem er Fräulein Alice heiraten werde. In der nachfolgenden Szene nutzt Fräulein Alice Julians lebenslangen Traum von Aufopferung und Märtyertum, um ihn zu verführen. Als er ihren nackten Körper umarmt, ruft sie aus: „He will be yours, Alice!“ (deutsch: „Er wird dir gehören, Alice!“).
Im dritten Akt schließt Julian mit Fräulein Alice die Ehe. Diesen „gewaltsamen Umbruch“ seines Lebens betrachtet der Laienbruder als „das Werk Gottes“. Die Hochzeit soll gefeiert werden, doch die Braut hält sich lange Zeit dem festlichen Zeremoniell fern. In einem zunehmend sarkastischer werdenden Gespräch bezeichnen der Anwalt und der Kardinal Julian als „Glückspils“, der das gefunden habe, wonach er strebe: Liebe, Reichtum und „eine Art des privaten Ruhms“.
Nach dem Vollzug der Zeremonie drängt der Kardinal den Laienbruder zu akzeptieren, was immer auch kommen möge. Während des Rituals trinken alle auf die wirkliche Alice des Modells. Im weiteren Verlauf der Handlung fühlt Julian sich schließlich verraten („betrayed“), als man ihm mitteilt, dass er mit der realen Alice zurückbleiben müsse, wenn die anderen fortgingen. Als sich Julian trotz der Anordnung des Kardinals weigert, dies zu tun, erschießt der Anwalt ihn mit einer Pistole. Daraufhin gesteht Fräulein Alice dem sterbenden Julian, sie sei nur eine „Sinnestäuschung“ gewesen und habe sich nur bemühen können, wie die wirkliche Alice zu sein. In einer Pietà-Szene, wie es in den Regieanweisungen heißt, nimmt sie dann Julian in ihre Arme.
Die drei Urheber des Komplotts verlassen langsam die Bühne, während Julian gleichsam wie in einer Kreuzigungsszene den zwölften Psalm spricht („Wie lange noch hältst Du Dein Antlitz vor mir verborgen?“). Sterbend begreift er, dass „alle Pein Bewusstheit und jede Bewusstheit Pein ist“, stammelt eine Theologie ohne Gott, hört sodann ein Atmen im Modell und spürt vage, das „Etwas“ im Raum ist: „Es ist der Schatten einer ungeheuren Wesenheit“, wie es in Albees Regieanmerkung heißt. Das Stück endet mit dem Sterbemonolog Julians und seinen letzten Worten: „Der Bräutigem erwartet Dich, meine Alice. … Oh, Herr, mein Gott, ich habe Dich erwartet. … Ich füge mich Dir, Alice, denn Du bistzu mir gekommen. Gott, Alice … Ich füge mich Deinem Willen.“ („The bridegroom waits for thee, my Alice …I accept thee, Alice, for thou art come to me. God, Alice, I accept thy will.“). Sodann schwindet das Licht allmählich und der Vorhang fällt langsam.

## Interpretationsansatz
In Tiny Alice verzichtet Albee erstmals auf eine realistische Grund- oder Ausgangssituation, die ein psychologisch motiviertes, nachvollziehbares Verknoten der Handlungsfäden erlaubt. Die Figuren in diesem Stück sind nicht identifizierbare Fiktionen, die einen inneren Vorgang darstellen und sich wie in T. S. Eliots The Cocktailparty (1950) sowohl auf einer religiösen wie auch auf einer profanen Ebene bewegen. Aus diesem Grunde ist Tiny Alice, das der Autor selber als ein Mysterienspiel bezeichnet hat, zugleich eine Art Salon-Intrige mit allen Charakteristika eines Kriminal- oder Schurkenstücks.
Bereits im Prolog zur ersten Szene des Werks weist Albee in den Bühnenanweisungen darauf hin, dass in dem Vogelkäfig im Garten des Kardinals die zwei Rotkardinäle („Richmondena cardinalis“) keine echten Vögel sein müssten. Die Eröffnung des Stückes zeigt bereits von Anfang an dessen Charakteristik: das Spiegeln von Realitäten. Das Flirten des Anwalts mit den Vögeln, deren Namen er süffisant mit dem Amt des Kirchoberhauptes identifiziert, bringt bereits zu Beginn eine dominierende Stimmung zum Ausdruck, die auch in den nachfolgenden Szenen zumeist deutlich spürbar ist: die homo-erotische Spannung zwischen bisexuellen Figuren, mit Ausnahme von Fräulein Alice und Julian.
In dem sich endlos fortsetzenden Puppenhaus-Modell zeigt sich Albees Technik, die Realität in verwirrender Form zu desillusionieren. Zwar existiert eine Wirklichkeit jenseits der Illusion, doch das, was von ihr begriffen werden kann, ist nicht zu definieren. Albees Absicht der allegorischen Spiegelung von Realitäten, die mit der Ironisierung der zwei Kardinal-Vögel im Prolog ihren Anfang nimmt, setzt sich fort mit dem Modell im Modell und der Erklärung des Butlers, Beruf und Name seien identisch: Er, der Butler, heiße auch Butler.
Auch die Figur des Fräulein Alice wird mehrfach gespiegelt; sie ist selbst die Figur einer Figur, die wiederum nur die Kopie bzw. Imitation einer anderen Alice ist, die im Puppenhaus lebt und nicht als „Fräulein“ angesprochen wird. Fräulein Alice ist damit allenfalls die Stellvertreterin der realen Alice und vertritt als Person das nicht länger Personifizierbare. Auch in der Schlussszene des ersten Aktes ist diese Spiegeltechnik Albees prägend: In seiner Erzählung von den Jahren in der Anstalt spricht Julian von einem (früheren) Herrschaftssitz – ebenso wie der, in dem er nun auf Fräulein Alice trifft. Dort ist er damals einer Kranken begegnet, die in ihrer halluzinatorischen Wahnvorstellung glaubte, die Mutter Jesu zu sein – gleichermaßen eine Mittlerin zu Gott wie Fräulein Alice zu der realen Alice. Julians damalige erotische Vereinigung mit dieser Frau war für ihn zugleich ein religiöser Akt: als inbrünstig Glaubender hoffte er damit auf eine Verschmelzung mit Gott. Im weiteren Verlauf des Stückes vereinigt sich Julian dann durch seine Heirat ebenso mit der Mittlerin zu Alice. Diese wird ihn ihrerseits zwar verlassen; dennoch ist Julian in der Sterbeszene am Ende des Stückes der realen Alice im Puppenhaus, die er wiederum mit Gott gleichstellt, so nahe wie nie zuvor.
Die Wahrheit erweist sich in diesem Spiel Albees als Einbildung, und in der Einbildung scheint sich wiederum Wahrheit zu verbergen. Wenn der Anwalt im zweiten Akt gegenüber Fräulein Alice von Liebe spricht, so meint er damit seine Gier nach Besitz. Als menschliche Person ist er so leblos, dass er Fräulein Alice zufolge nicht einmal schwitzen kann; sein Körper sei ebenso unpersönlich wie er selbst: „trocken, gefühllos, schwammig … tot“.
Die ironisierte Trinität Anwalt-Kardinal-Fräulein Alice trägt in charakteristischer Form die Kennzeichen des Unpersönlichen; sobald menschliche Regungen wie Gier nach Macht bzw. Besitz oder sexuelle Bedürfnisse spürbar werden, werden die Figuren wieder zur Ordnung gerufen, indem sie daran erinnert werden, dass es einzig um ein Spiel geht, in dem sie ihre Rolle als personifizierendes Abstraktum und realisierender Handlanger eines Unbekannten zu spielen haben.
So dient die Verführung Julians durch Fräulein Alice einzig dem Zweck, diesen von jenem Begriff der Liebe zu befreien, der nur der Literatur nachempfunden ist. Die Probe, die ihm hier gestellt wird, kann allein durch seine völlige Selbstaufgabe bestanden werden. Julian indes scheitert in dieser Hinsicht; er kann sich nicht bewähren, da er Fräulein Alice missversteht, wenn diese von der ehelichen Verbindung spricht: gemeint ist nicht die Vereinigung mit ihr, sondern mit der namensgleichen Anderen: „Komm, heirate Alice, sie verlangt so nach dir … Oh, Alice braucht dich und dein Opfer.“
Am Ende des zweiten Aktes gleicht Julian, der schon längst nicht mehr den Regeln des Zölibats folgt, in gewisser Weise dem Anwalt: auch er setzt nun Liebe mit Besitz gleich, da er die Imitation des Fräulein Alice statt der realen Alice im Modell heiraten will. Nach der vollzogenen Hochzeitszeremonie im dritten Akt ist Julian für den Anwalt und den Kardinal „der rechtschaffene, gesunde Bauernbursche, gekommen aus dem Herzen des Landes“, der „fand, wonach er strebte“, nämlich Liebe, Reichtum und Ruhm.
Julian verkörpert in dieser Situation die Personifizierung des deformierten American Dream: Er bildet hier den amerikanischen Archetypus ab, der gezwungen ist, Erfahrungen zu sammeln, um sich in der Welt zu behaupten, und dabei Schuld auf sich lädt. Die Begegnung mit Schönheit, Reichtum, Besitz und dem anderen Geschlecht verleiten ihn dazu, seine geistige Unschuld aufzugeben, so dass von seiner ursprünglichen Vollkommenheit einzig deren Abbild bestehen bleibt. Allerdings erhält er in diesem Werk Albees noch eine letzte Chance in der Konfrontation mit dem Tod.
Das Mysterium, das Julian die ganze Zeit sucht, ist für Albee nicht existent; die Menschen selber erschaffen sich dieses Mysterium. Es ist letztlich der Zufall, der über das Schicksal entscheidet: Am Ende wird der Laienbruder von den drei intriganten Konspiratoren, die selber nur „die Helfer des Zufalls“ sind, „elendig zurückgelassen: gekreuzigt am Balken seiner Illusionen“.
Das Universum bleibt leer; die Realität zeigt keine erkennbare Ordnung oder Struktur. Dem Menschen bleibt einzig der Versuch, „Bewusstheit“ zu erlangen, was wiederum, wie es in dem Stück heißt, einer notwendigen, nicht endenden „Pein“ gleichkommt. Derart wird in Tiny Alice Albees existenzphilosophische Maxime deutlich: Der Mensch hat keine andere Wahl, als sich selbst anzunehmen. Was anfangs als Mysterienspiel erscheint, wird auf diese Weise ein Gedankenspiel.

## Intertextuelle Bezüge
Die Residenz des Fräulein Alice soll dem Anwalt zufolge einst in England gestanden haben, was Fräulein Alice Julian gegenüber bestätigt: „Ja, das stimmt. Stein für Stein markiert und verschifft“. Auf Julians Einwand hin, er habe geglaubt, es handele sich um eine Nachbildung, erwidert der Anwalt: „Oh, nein. Das wäre zu einfach gewesen. Obwohl es natürlich … auf seine Weise … eine Nachbildung i s t.“
Mit diesem Hinweis auf England als Herkunftsland spielt Albee in Tiny Alice versteckt an auf den aus England stammenden Thomas Morus und utopische Schilderung einer idealen Gesellschaft in dem Roman Utopia (1516), dessen Titel im Griechischen übersetzt so viel wie „Nirgendheim“ bedeutet. Diese verborgene intertextuelle dient damit vortrefflich den Täuschungsabsichten des Autors in Winzige Alice; zudem stammen jene Siedler aus England, die in Amerika mit Hilfe ihres puritanischen Glaubens ein „irdisches Reich Gottes“ bzw. ein neues „Paradies auf Erden“ erschaffen wollten.
Überdies stammt auch Lewis Carrolls berühmtes Kinderbuch Alice’s Adventures in Wonderland (1865) aus England, in dem die Protagonistin, ebenfalls ein kleines „Fräulein“ Alice, gleichermaßen eine wundersame Welt der Spiegelungen, Verwandlungen, Sinnestäuschungen und Fiktionen erlebt.
Sowohl bei Morus und Carroll als auch bei den Puritaner werden Ideen, Träume oder Hoffnungen stets als zu realisierendes Abstraktum und damit als absolute Wirklichkeit aufgefasst. In gleicher Weise kann das Modell, in dem Alice existiert, als ein „Nirgendheim“ betrachtet werden, gewissermaßen als ein „Sehnsuchtsziel“ Julians, der in seinem übersteigerten Glauben nach dieser Utopie sucht.
Die Eröffnung der dritten Szene des zweiten Aktes beinhaltet außerdem einen längeren Dialog zwischen Julian und Fäulin Alice über die erotische Hochstimmung während des Reitens auf einem Pferderücken, in dem Fräulein Alice eine Zeile aus dem Gedicht Love on the Farm von D. H. Lawrence zitiert, die in die gesamte Tiermetaphorik von „Tiny Alice“ eingebettet wird.

## Hintergrund und Entstehungsgeschichte
Die entscheidende Idee zu Tiny Alice kam Albee bei der Lektüre eines Zeitungsberichts von einem Mann, der in einem Raum gefangen gehalten worden war, der sich seinerseits wiederum in einem noch größeren Raum befand. Diese Vorstellung einer Schachtelung von Möglichkeiten faszinierte Albee, insbesondere im Hinblick auf die Frage, was überhaupt Wirklichkeit sei und wie deren Wesen erkennbar sei. So stellte sich für ihn als Dramatiker in diesem Zusammenhang die auch Frage, ob die Zerstörung der Illusion vielleicht die Zerstörung der Wirklichkeit sei. Dies wäre nämlich dann der Fall, wenn die Wirklichkeit des Bewusstseins als die wesentliche Wirklichkeit angesehen wird. Diese Problematik taucht zumindest als Denkmöglichkeit in Tiny Alice auf, als Julian seine Halluzinationen während seines Aufenthalts in dem Sanatorium beschreibt und Fräulein Alice ihn fragt, ob dies denn nicht der Zustand sei, den man üblicherweise als geistig gesund und normal beschreibe.

## Rezeptionsgeschichte
Die zahlreichen unaufgelösten Ambiguitäten in Tiny Alice erwiesen sich sowohl für das Publikum als auch für die Theaterkritiker Hagopian zufolge als Anathema („unresolved ambiguities …anathema to literary criticism“).
Bereits wenige Tage nach der Premiere zählte der Regisseur Alan Schneider achtzehn unterschiedliche Interpretationen der Bedeutung des Stückes.
Das Spektrum der Deutungsansätze reichte dabei von religiös-allegorischen Deutungen bis hin zu sexuellen Interpretationsversuchen.
Der Autor selber zeigte sich auf einer Pressekonferenz äußerst erstaunt über dieses Ratespiel der Rezensenten und Interpreten, da nach seinen Aussagen Tiny Alice eine „völlig gradlinige Geschichte“ sei, „die sich mit den Begriffen der Wahrheit und der Illusion, des Symbols und der Wirklichkeit“ beschäftige. Albee zufolge sollte das Stück „weniger als eine psychologische Studie oder ein philosophisches Traktat angesehen werden, sondern als ein metaphysisches Traumspiel.“
Das Nicht-Identifizierbare der Figuren hat allerdings sowohl die Zuschauer als auch die Literaturkritiker dazu verführt, den Versuch zu entnehmen, die Figuren in Winzige Alice zu enträtseln – statt sie einfach als Fiktionen hinzunehmen.
Walter Kerr, ein New Yorker Kritiker, schildert nach der Uraufführung dieses Erlebnis der Rätselhaftigkeit der fiktiven Wirklichkeit in seiner Rezension von Tiny Alice folgendermaßen: [D]er Zuschauer komme sich am Schluss vor wie jemand, der zum Abgrund eines Canyons gegangen sei, weil er gehört habe, dort unten sei etwas Schreckliches passiert. Doch der Blick sei versperrt von jenen, die dem Zuschauer zuvorgekommen seien: den Personen des Stückes. „Wir können nicht über ihre Schultern sehen, können nicht sehen, was sie sehen. Wir hören sie über den Vorfall sprechen, Kommentare darüber austauschen. Sie scheinen zu verstehen, was passiert ist. Und weil sie es verstehen, brauchen sie es einander nicht zu erklären. Sie scheinen auch nicht zu merken, daß andere hinter ihnen stehen: wartend, sich wundernd, irritiert, vergeblich nach einem besseren Aussichtsplatz suchend.“
Auf die Frage eines Journalisten, der in einem Interview wissen wollte, wie der Titel des Werks zu verstehen sei, antwortete Albee lapidar: „Etwas sehr Kleines, eingeschlossen in etwas anderes“ („something small enclosed in something else“) Tiny Alice zeigt so eine zuvor verdeckte Seite des Autors, der hier – anders als in den früher veröffentlichten Stücken – ganz hinter sein Werk zurücktritt.
Die deutsche Erstaufführung von Winzige Alice unter der Regie von Heinrich Koch im Februar 1966 im Hamburger Schauspielhaus stieß bei den damaligen Kritikern aufgrund der Obskurität des Stückes zumeist auf Missfallen. So hieß es etwa in einer Theaterkritik der Zeit vom 11. Februar 1966, Albee beginne sein Stück mit einer Art Mysterienspiel, könne sich dann jedoch nicht zwischen Absurdität und Symbolik entscheiden.

## Sekundärliteratur
- Helmut M. Braem: Winzige Alice. In: Helmut M. Braem: Edward Albee. (= Friedrichs Dramatiker des Welttheaters. Band 63). Friedrich Verlag, Velber 1968, S. 85–94.
- John V. Hagopian: Tiny Alice. In: Hermann J. Weiand (Hrsg.): Insight IV – Analyses of Modern British and American Drama. Hirschgraben-Verlag, Frankfurt am Main 1975, ISBN 3-454-12740-8, S. 192–199.
- Ronald Hayman: Tiny Alice. In: Ronald Hayman: Contemporary Playwrights - Edward Albee. Heinemann Verlag, London 1971, ISBN 0-435-18409-1, S. 52–63.
- Anita Stenz: Tiny Alice. In: Anita Stenz: Edward Albee: The Poet of Loss. De Gruyter Mouton Verlag, 1978, S. 57–70.
- Martin Christadler (Hrsg.): Amerikanische Literatur der Gegenwart in Einzeldarstellungen (= Kröners Taschenausgabe. Band 412). Kröner, Stuttgart 1973, ISBN 3-520-41201-2.
- Edward Albee talks about revival of ‘Tiny Alice‘. Interview mit Edward Albee anlässlich einer Neuaufführung des Stückes im Juni 2011. In: SF Chronicle. 1. Juni 2011. Abgerufen am 5. Juli 2014.
- Edward Albee and a Mystery. Rezension von Tiny Alice anlässlich der Uraufführung. In: The New York Times, 27. Dezember 1964.